# Barbara Pravi
Barbara Pravi, właśc. Barbara Piévic (srb. Barbara Pjević, cyryl. Барбара Пјевић; ur. 10 kwietnia 1993 w Paryżu) – francuska piosenkarka, autorka tekstów oraz aktorka. Jej nazwisko z pseudonimu artystycznego pochodzi od serbskiego słowa prava (cyryl. права), które znaczy autentyczna.
Reprezentantka Francji w 65. Konkursie Piosenki Eurowizji (2021) z utworem „Voilà”.

## Życiorys
Jej dziadek od strony ojca jest Serbem, natomiast matka jest pochodzenia irańskiego. Jej babcia była Polką.
Karierę muzyczną rozpoczęła w 2014 po podpisaniu kontraktu z wytwórnią Capitol Music France. Trzy lata później wydała swój pierwszy singel „Pas grandir”, który promował jej pierwszą EP-kę zatytułowaną Barbara Pravi. W tym samym roku występowała jako support podczas trasy koncertowej Florenta Pagny’ego.
W 2019 współtworzyła utwór „Bim bam toi”, z którym Carla reprezentowała Francję w 17. Konkursie Piosenki Eurowizji dla Dzieci. Piosenka zajęła wówczas 5. miejsce. Rok później współtworzony przez nią utwór „J’imagine”, wykonywany przez Valentinę Tronel, zwyciężył w finale 18. edycji konkursu.  W styczniu 2021 zwyciężyła z utworem „Voilà” w programie Eurovision France, c'est vous qui décidez!, stanowiącym francuskie eliminacje do Konkursu Piosenki Eurowizji. 22 maja zajęła drugie miejsce w finale konkursu, zdobywszy 499 punktów, w tym 251 pkt od telewidzów (3. miejsce) i 248 pkt od jurorów (2. miejsce). 19 grudnia 2021 wystąpiła jako gość muzyczny w finale 19. Konkursu Piosenki Eurowizji dla Dzieci w Paryżu.

## Dyskografia
Albumy
| Rok  | Dane dot. albumu |
| ---- | --- |

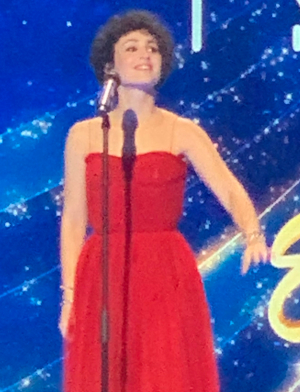
Pravi w finale 19. Konkursu Piosenki Eurowizji dla Dzieci w Paryżu, 19 grudnia 2021

| 2018 | Barbara Pravi - Wydany: 15 czerwca 2018 - Wytwórnia: Capitol Music France - Format: digital download, CD, streaming                     |
| 2020 | Reviens pour l'hiver - Wydany: 7 lutego 2020 - Wytwórnia: Capitol Music France - Format: digital download, CD, streaming                |
| 2021 | Les prières - Wydany: 8 marca 2021 - Wytwórnia: Capitol Music France - Format: digital download, CD, streaming                          |
| 2021 | On n’enferme pas les oiseaux - Wydany: 27 sierpnia 2021 - Wytwórnia: Capitol Music France - Format: digital download, LP, CD, streaming |

Single
| Rok                                                       | Tytuł                                                       | Najwyższa pozycja na liście | Najwyższa pozycja na liście | Najwyższa pozycja na liście | Najwyższa pozycja na liście | Najwyższa pozycja na liście | Najwyższa pozycja na liście | Najwyższa pozycja na liście | Najwyższa pozycja na liście | Najwyższa pozycja na liście | Najwyższa pozycja na liście | Najwyższa pozycja na liście | Najwyższa pozycja na liście | Najwyższa pozycja na liście | Najwyższa pozycja na liście | Najwyższa pozycja na liście | Najwyższa pozycja na liście | Album                        |
| Rok                                                       | Tytuł                                                       | FRA                         | BEL (Fl)                    | BEL (Wa)                    | FIN                         | GRE                         | SPA                         | NLD                         | IRL                         | ICE                         | LTU                         | GER                         | NOR                         | POR                         | SWI                         | SWE                         | UK                          | Album                        |
| --------------------------------------------------------- | ----------------------------------------------------------- | --------------------------- | --------------------------- | --------------------------- | --------------------------- | --------------------------- | --------------------------- | --------------------------- | --------------------------- | --------------------------- | --------------------------- | --------------------------- | --------------------------- | --------------------------- | --------------------------- | --------------------------- | --------------------------- | ---------------------------- |
| 2016                                                      | „On m'appelle Heidi”                                        | –                           | –                           | –                           | –                           | –                           | –                           | –                           | –                           | –                           | –                           | –                           | –                           | –                           | –                           | –                           | –                           | Heidi (ścieżka dźwiękowa)    |
| 2017                                                      | „Pas grandir”                                               | –                           | –                           | –                           | –                           | –                           | –                           | –                           | –                           | –                           | –                           | –                           | –                           | –                           | –                           | –                           | –                           | Barbara Pravi                |
| 2018                                                      | „You Are the Reason” (wersja French Duet; oraz Calum Scott) | –                           | –                           | –                           | –                           | –                           | –                           | –                           | –                           | –                           | –                           | –                           | –                           | –                           | –                           | –                           | –                           | Barbara Pravi                |
| 2019                                                      | „Le Malamour”                                               | –                           | –                           | –                           | –                           | –                           | –                           | –                           | –                           | –                           | –                           | –                           | –                           | –                           | –                           | –                           | –                           | –                            |
| 2020                                                      | „Reviens pour l'hiver”                                      | –                           | –                           | –                           | –                           | –                           | –                           | –                           | –                           | –                           | –                           | –                           | –                           | –                           | –                           | –                           | –                           | Reviens pour l'hiver         |
| 2020                                                      | „Chair”                                                     | –                           | –                           | –                           | –                           | –                           | –                           | –                           | –                           | –                           | –                           | –                           | –                           | –                           | –                           | –                           | –                           | –                            |
| 2020                                                      | „Voilà”                                                     | 24                          | 36                          | 34                          | 10                          | 32                          | 60                          | 3                           | 40                          | 18                          | 4                           | 62                          | 19                          | 50                          | 24                          | 18                          | 62                          | On n’enferme pas les oiseaux |
| 2021                                                      | „Le jour se lève”                                           | –                           | –                           | –                           | –                           | –                           | –                           | –                           | –                           | –                           | –                           | –                           | –                           | –                           | –                           | –                           | –                           | On n’enferme pas les oiseaux |
| 2021                                                      | „L'homme et l'oiseau”                                       | –                           | –                           | –                           | –                           | –                           | –                           | –                           | –                           | –                           | –                           | –                           | –                           | –                           | –                           | –                           | –                           | On n’enferme pas les oiseaux |
| 2021                                                      | „Saute"                                                     | –                           | –                           | –                           | –                           | –                           | –                           | –                           | –                           | –                           | –                           | –                           | –                           | –                           | –                           | –                           | –                           | On n’enferme pas les oiseaux |
| „–” oznacza, że singiel nie był notowany na danej liście. |                                                             |                             |                             |                             |                             |                             |                             |                             |                             |                             |                             |                             |                             |                             |                             |                             |                             |                              |

### Utwory dla innych artystów
| Rok  | Wykonawca     | Album                                       | Utwór                    | Uwagi          | Źr.    |
| ---- | ------------- | ------------------------------------------- | ------------------------ | -------------- | ------ |
| 2019 | Angelina      | Ma voie                                     | „Maman me dit”           | muzyka i słowa | [ 28 ] |
| 2019 | Angelina      | Ma voie                                     | „C'est si beau ici”      | muzyka i słowa | [ 28 ] |
| 2019 | Angelina      | Ma voie                                     | „Ma voie”                | muzyka i słowa | [ 28 ] |
| 2019 | Carla         | Junior Eurovision Song Contest Gliwice 2019 | „Bim bam toi”            | muzyka i słowa | [ 29 ] |
| 2019 | Yannick Noah  | Bonheur indigo                              | „Baraka”                 | muzyka i słowa | [ 30 ] |
| 2019 | Aöme          | –                                           | „Le bien le mal”         | słowa          | [ 28 ] |
| 2020 | Carla         | L'autre moi                                 | „Roller Coaster”         | muzyka i słowa | [ 31 ] |
| 2020 | Carla         | L'autre moi                                 | „Pas folle”              | muzyka i słowa | [ 31 ] |
| 2020 | Carla         | L'autre moi                                 | „On verra plus tard”     | muzyka i słowa | [ 31 ] |
| 2020 | Vio           | Paradoxe                                    | „Matricule”              | słowa          | [ 32 ] |
| 2020 | Vio           | Paradoxe                                    | „Black Out”              | słowa          | [ 32 ] |
| 2020 | Valentina     | Junior Eurovision Song Contest Poland 2020  | „J’imagine”              | muzyka i słowa | [ 33 ] |
| 2021 | Julie Zenatti | Refaire danser les fleurs                   | „Crocodile en croisière” | słowa          | [ 34 ] |
| 2021 | Julie Zenatti | Refaire danser les fleurs                   | „Leçon de moi”           | muzyka i słowa | [ 34 ] |